# Падение (повесть)
«Падение» (фр. La Chute) — повесть французского писателя Альбера Камю, опубликованная в 1956 году. Это его последняя законченная повесть. «Падение» затрагивает темы невиновности и вины, свободы и бессмысленности человеческого существования. Первичная цель Камю состоит в том, чтобы привести читателя к заключению, что жизнь является полностью абсурдной. 
Из этого он дает возможность читателю самому попытаться найти ответы на сакраментальные вопросы смысла жизни. Если таковой вообще существует.
Стиль изложения романа схож с произведением Достоевского «Записки из подполья», где используется такой литературный прием, как поток сознания.
В хвалебной речи Жан-Поль Сартр описал повесть, как «возможно, самую красивую и наименее понятую» книгу Камю.

## Сюжет
Жан Батист Кламанс, бывший адвокат, специализировавшийся на защите вдов и сирот, а ныне — судья на покаянии. Он живёт в Амстердаме и частенько ходит в местный бар «Мехико-Сити». Кламанс считает, что все европейцы только и заняты удовлетворением своих потребностей и наслаждением, а ещё точнее, по его емкому описанию, «вся Европа блудит». Для характеристики современного человека ему будет достаточно одной фразы: «Он блудил и читал газеты».
Кламанс методично изобличает как общество, так и самого себя в пороках, называя, например, людей, которые живут в богатстве, но никогда не дают денег неимущим, «саддукеями», уточняя, что и сам он когда-то был саддукеем. Однако соображения его на этот счет были иные, так как «алчность, которая в нашем обществе заняла место честолюбия», всегда была ему смешна. Самоизобличение, самокопания и рефлексии Кламанса не лишены юмора, легкого хвастовства и крупицы горечи. Определяя себя и свою роль в обществе, он, в частности, говорит: «я внушаю людям доверие: у меня такой приятный, искренний смех, такое энергичное пожатие руки, а это большие козыри».
Краеугольным для Кламанса стал момент, когда он понял, что на самом деле он — на стороне преступников, которых защищает, и даже самых заядлых злодеев считает на самом деле невиновными. Так как если он признает их вину для себя, то ему придется и себя причислить к преступному миру. 
А все дело в том, что однажды он, Жан Батист Кламанс, известный и авторитетный адвокат, которому даже вручали орден Почетного легиона, прошел мимо тонущей женщины, сделав вид, что ничего не видит и не слышит.
Суть понятия «судья на покаянии», которым определяет себя Кламанс, он разъясняет ближе к концу во время своей очередной «публичной исповеди». И весь рассказ в сущности — исповедь, с самого начала и до финальных аккордов.

## Цитаты из книги
«Я знал человека, который отдал двадцать лет своей жизни сущей вертихвостке, пожертвовал ради неё решительно всем — друзьями, карьерой, приличиями и в один прекрасный день обнаружил, что никогда её не любил. Ему просто было скучно, как большинству людей. Вот он и создал себе искусственную жизнь, сотканную из всяких сложных переживаний и драм. Надо, чтобы что-нибудь случилось, — вот объяснение большинства человеческих конфликтов. Надо, чтобы что-нибудь случилось необыкновенное, пусть даже рабство без любви, пусть даже война или смерть! Да здравствуют похороны!»
«Я, например, никогда не жаловался, что меня не поздравили с днем рождения, позабыли эту знаменательную дату; знакомые удивлялись моей скромности и почти восхищались ею. Но истинная её причина была скрыта от них: я хотел, чтобы обо мне позабыли. Хотел почувствовать себя обиженным и пожалеть себя. За несколько дней до пресловутой даты, которую я, конечно, прекрасно помнил, я уже был настороже, старался не допустить ничего такого, что могло бы напомнить о ней людям, на забывчивость которых я рассчитывал (я даже вознамерился однажды подделать календарь, висевший в коридоре). Доказав себе своё одиночество, я мог предаться сладостной, мужественной печали.»